# 今、別れの途中です
『今、別れの途中です』（いま、わかれのとちゅうです、朝: 지금, 헤어지는 중입니다）は2021年11月12日からSBSで放送の大韓民国のテレビドラマである。

## 出演

### 主要人物
- ハ・ヨンウン：ソン・ヘギョ[2]

ファッション企業のデザインチーム長。
- ユン・ジェグク：チャン・ギヨン[3]

フリーランスのファッション専門のカメラマン。
- ファン・ジスク：チェ・ヒソ[4]

ファッション企業のデザインチームの総括取締役。
- ソク・ドフン：キム・ジュホン

PR会社の代表。

### ジェグクの家族
- ミン・ヘオク：チャ・ファヨン

ジェグクの母。

### The Oneの人々
- ファン代表：チュ・ジンモ

ファッション企業「The One」の代表。
- ファン・チヒョン：セフン（EXO）[7]

新入社員。

### その他周辺人物
- ヘリン：ユラ（Girl's Day）[8]

インフルエンサー・セレブ。